# O.Torvald
Gli O.Torvald (in ucraino Оторвальд?, Otorval'd) sono un gruppo musicale ucraino composto dal cantante e chitarrista Ženja Halyč, dai chitarristi e coristi Denys Mizjuk e Mykita Vasyl'jev, dal batterista Oleksandr Solocha e dal DJ e tastierista Mykola Rajda. Il gruppo si è formato a Poltava nel 2005 e si è presto trasferito a Kiev, dove ha iniziato a registrare e a competere in festival musicali.
Nel 2017 gli O.Torvald hanno partecipato al programma di selezione che avrebbe scelto il rappresentante ucraino per l'Eurovision Song Contest 2017 con la loro canzone Time. Dopo essersi qualificati dalla terza semifinale del 18 febbraio 2017, arrivando secondi sia nel televoto che nel voto della giuria, gli O.Torvald sono passati alla finale del 25 febbraio, dove si sono nuovamente piazzati secondi sia nel voto della giuria che nel televoto. Hanno totalizzato 10 punti, al pari con la concorrente Tayanna, ma sono stati proclamati vincitori in quanto hanno ricevuto più voti dal pubblico rispetto a Tayanna. Gli O.Torvald hanno cantato Time nella finale dell'Eurovision Song Contest 2017, che si è svolta proprio a Kiev. Nel 2018 il gruppo si è trasferito in Polonia, da dove ha continuato a produrre e pubblicare musica.
Ženja Halyč, cantante della band, ha combattuto durante l'invasione russa dell'Ucraina del 2022 prestando servizio nel 135º Battaglione della 114ª Brigata di difesa territoriale con il grado di tenente, prendendo parte anche alla battaglia di Bachmut.

## Membri
Attuali
- Ženja Halyč (Женя Галич) – chitarra e voce (2005–)
- Denys Mizjuk (Денис Мізюк) – chitarra e coro (2005–)
- Mykita Vasyl'jev (Микита Васильєв) – chitarra e coro (2014–)
- Oleksandr Solocha (Олександр Солоха) – batteria e percussioni (2011–)
- Mykola Rajda (Микола Райда) – DJ e tastiere (2008–)

Precedenti
- Oleksandr Nečyporenko (Олександр Нечипоренко) – chitarra (2005–2011)
- Andrij Litvynok (Андрій Литвинок) – percussioni (2005–2008)
- Volodimir Jakovljev (Володимир Яковлєв) – percussioni (2008–2011)
- Igor Odarjuk (Ігор Одарюк) – basso (2005–2010)
- Dmitro Maličev (Дмитро Малічев) – basso (2010–2011)
- Volodimir Jarošenko (Володимир Ярошенко) – basso (2011–2014)

## Discografia
- 2008 – O.Torvald
- 2011 – V tobi
- 2013 – Akustyčnyj
- 2013 – Prymat
- 2014 – Ty je
- 2016 – #Našiljudyvsjudi
- 2017 – Bisajdi